# Ptilinopus epia
Ptilinopus epia là một loài chim trong họ Columbidae.